# Push-Pull-Konfiguration
Die Push-Pull-Konfiguration (von englisch push-pull-configuration, „Schiebe- & Zieh-Anordnung, Druck- & Zug-Anordnung“) bezeichnet eine Antriebsbauweise, bei der die Propeller sowohl vor, wie auch hinter dem Triebwerk angeordnet sind. Dies kann bei allen Verkehrsmitteln der Fall sein, die mit Propellern betrieben werden (Flugzeuge, Luftkissenfahrzeuge, Luftschiffe, Schienenzeppelin etc.). Mit Push-Pull-Konfiguration ausgerüstete Fahrzeuge bezeichnet man auch als Push-Pull. Ist der hintere Propeller so angebracht, dass er „drückt“, wird er als Druckpropeller bezeichnet.

## Geschichte
Historisch gesehen wurden Kombinationen von Zug- und Druckpropeller erstmals im Ersten Weltkrieg erprobt. Danach waren es vor allem Flugboote der Firma Dornier, bei denen die Motoren in Tandemgondeln unmittelbar hintereinander angeordnet waren und je einen Zug- und einen Druckpropeller antrieben. Typische Beispiele hierfür waren etwa die Wal-Familie, die Do 26, die Do 18 oder die Do X, bei der gleich sechs nebeneinander angeordnete Tandemgondeln zum Einsatz kamen. In der gleichen Tradition steht das moderne Amphibienflugzeug Dornier Seastar. Ein weiteres Beispiel für ein Tandemmotorenkonzept boten die (schnell verworfenen) ersten beiden Prototypen des italienischen Bombers Piaggio P.50. von 1937.
Später zeigte sich, dass die Anbringung je eines Zug- und eines Druckpropellers vorn und hinten am Rumpf ein für zweimotorige Flugzeuge besonders günstiges aerodynamisches Design und damit herausragende Flugleistungen ermöglicht, so beim bis heute schnellsten in Serie gebauten Kolbenmotorflugzeug der Welt, der Dornier Do 335. Allerdings ist die Vortriebskraft des hinteren Motors durch die vom vorderen Motor erzeugten Luftverwirbelungen verringert. Auch die Wartung der Motoren ist verhältnismäßig kompliziert, und das Kühlsystem des hinteren Motors stellt eine zusätzliche Herausforderung dar. Insgesamt sind Konzepte mit zwei im Rumpf angeordneten Propellern seltene Ausnahmen geblieben; Beispiele sind die nur in kleiner Stückzahl produzierte Adam A500, die französische Moynet Jupiter oder das Weltrekordflugzeug Rutan Voyager (das allerdings meist nur den hinteren Motor als Antrieb nutzte). Das bis heute meistgebaute Push-Pull-Flugzeug ist die Cessna Skymaster, von der fast 3000 Stück hergestellt wurden.

## Bilder von Push-Pull-Flugzeugen

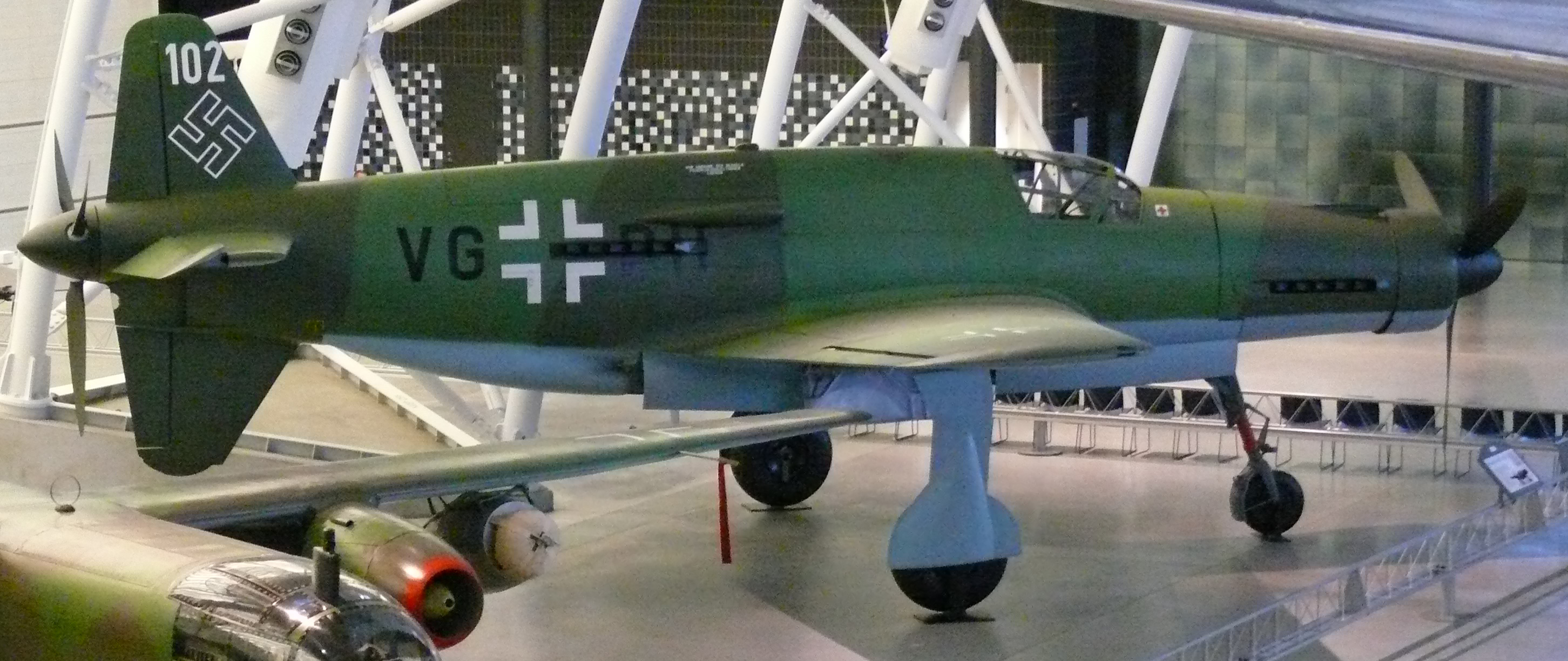
Dornier Do 335
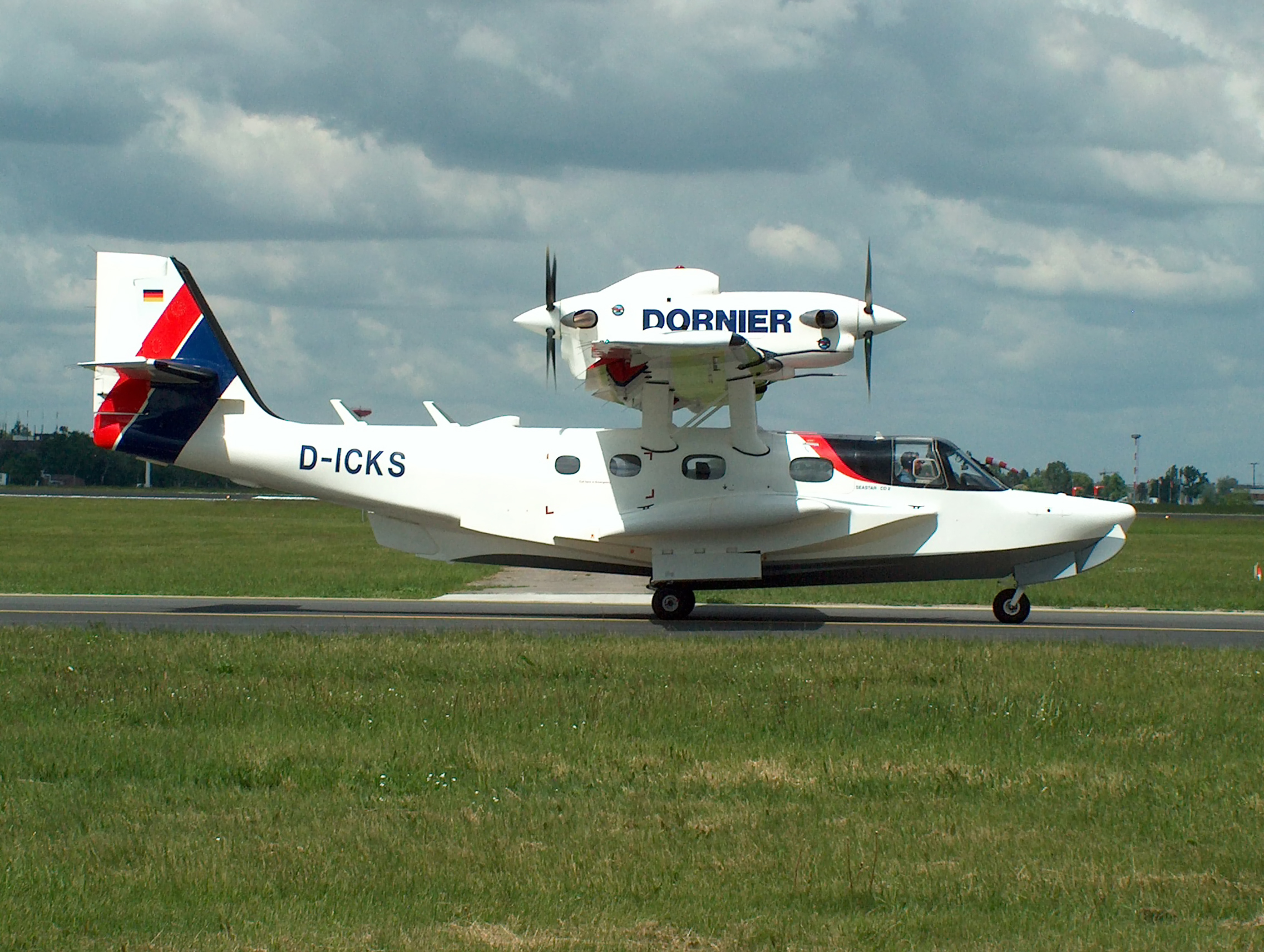
Dornier Seawings Seastar
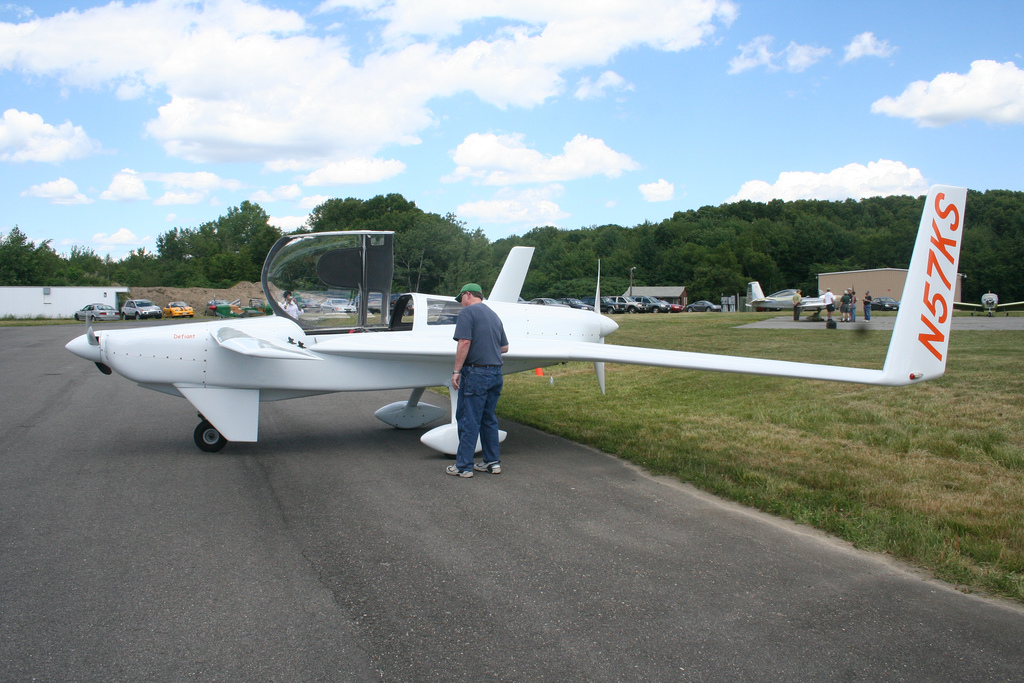
Rutan Model 40 Defiant
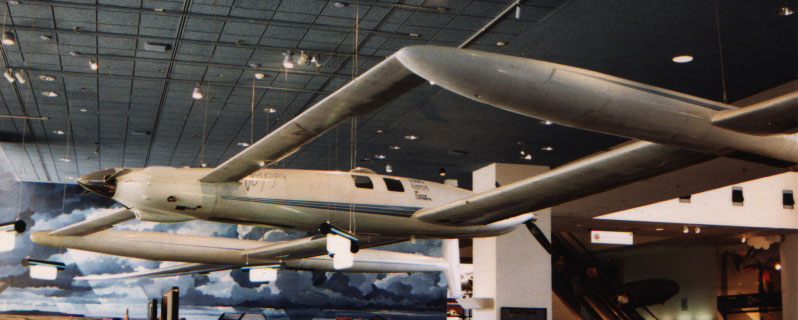
Rutan Model 76 Voyager
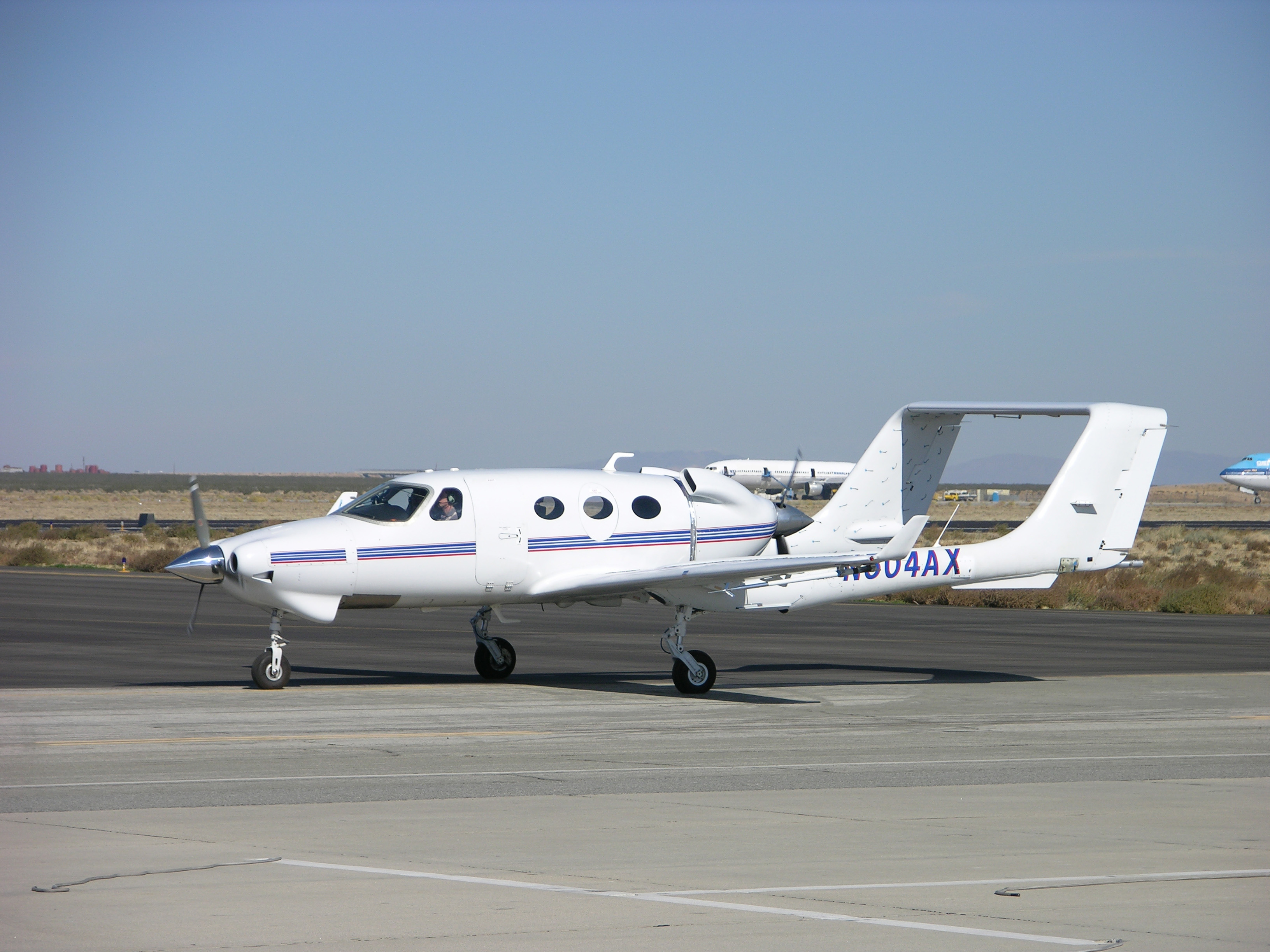
Adam A500